# Megachile heliophila
Megachile heliophila är en biart som beskrevs av Cockerell 1913. Megachile heliophila ingår i släktet tapetserarbin, och familjen buksamlarbin. Inga underarter finns listade i Catalogue of Life.